# Reine
Reine je vesnice na Lofotech v Norsku a administrativní centrum obce Moskenes. Žije zde 309 obyvatel, v roce 2005 to bylo 342 obyvatel. Tradičním zdrojem obživy obyvatel byl rybolov, v 21. století hraje podstatnou roli turistický ruch. Reine a jeho okolí je jedním z nejikoničtějších míst Lofot a Norska a jeho fotografie, například z hory Reinebringen, se často objevují v turistických brožurách. Na konci 70. let 20. století označil norský týdeník Allers Reine za nejkrásnější vesnici Norska. Vesnicí prochází silnice E10.

## Galerie

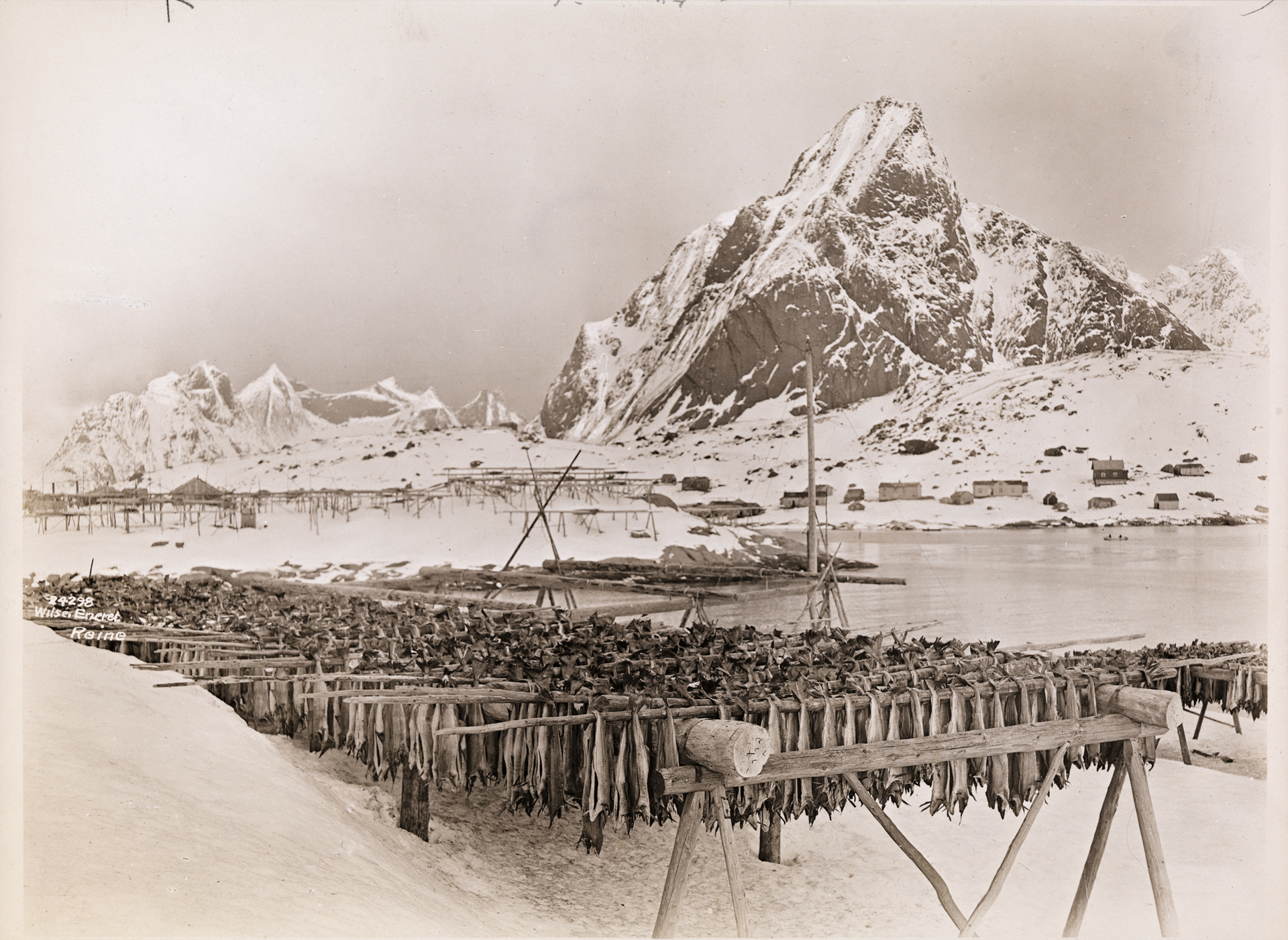
Rybolov v Reine, 1924
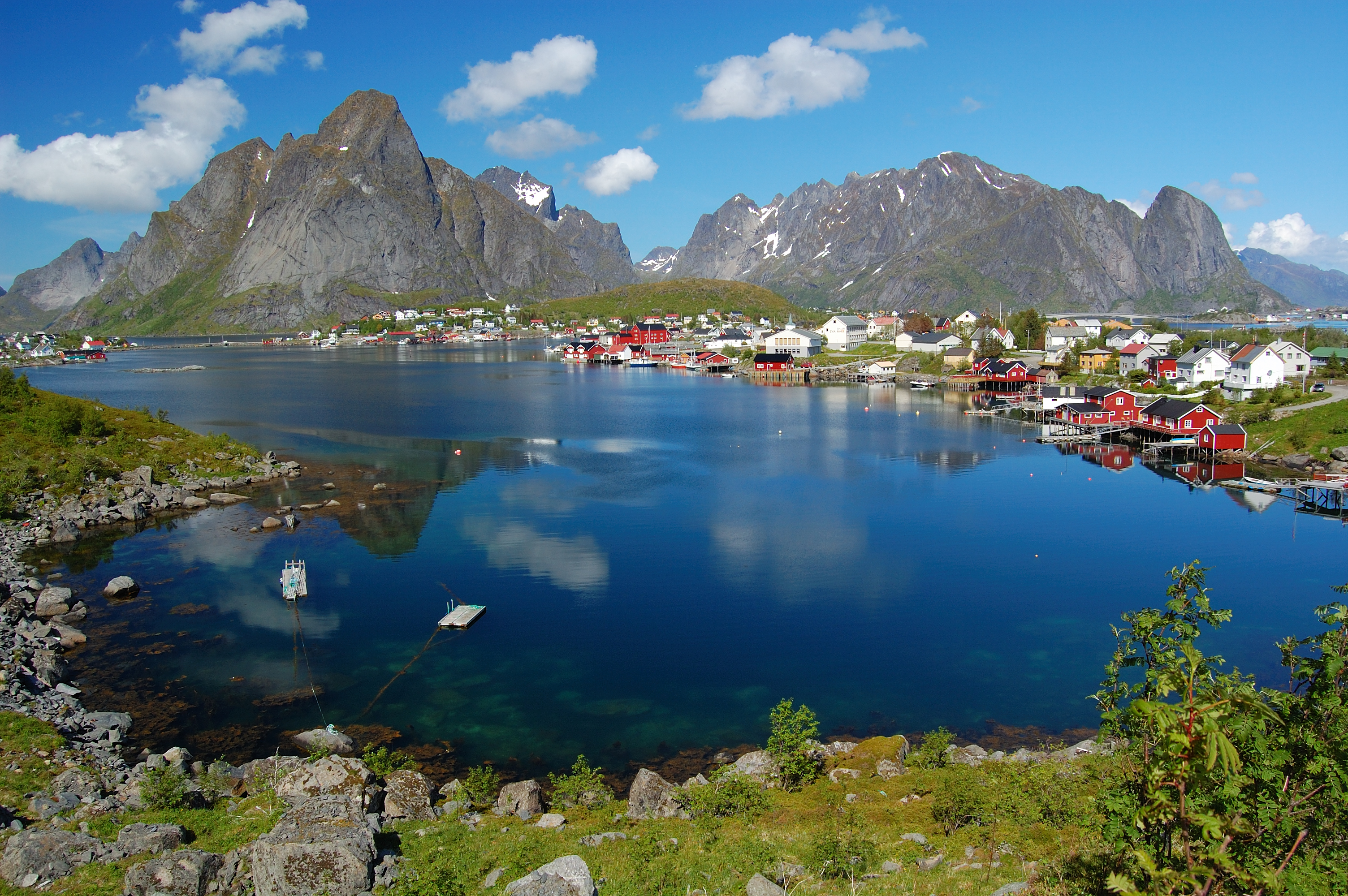
Pohled na Reine, 2009
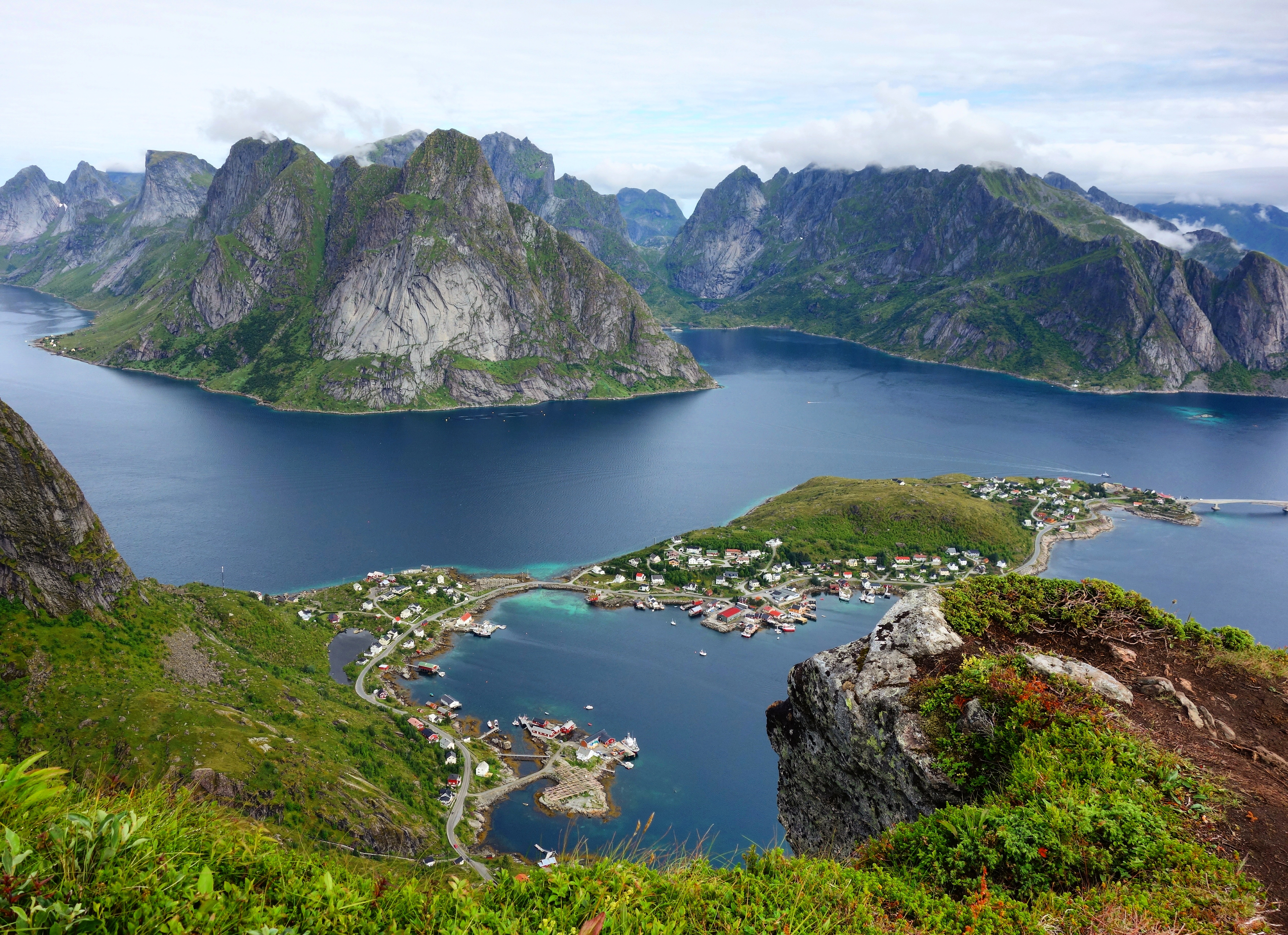
Výhled z Reinebringenu
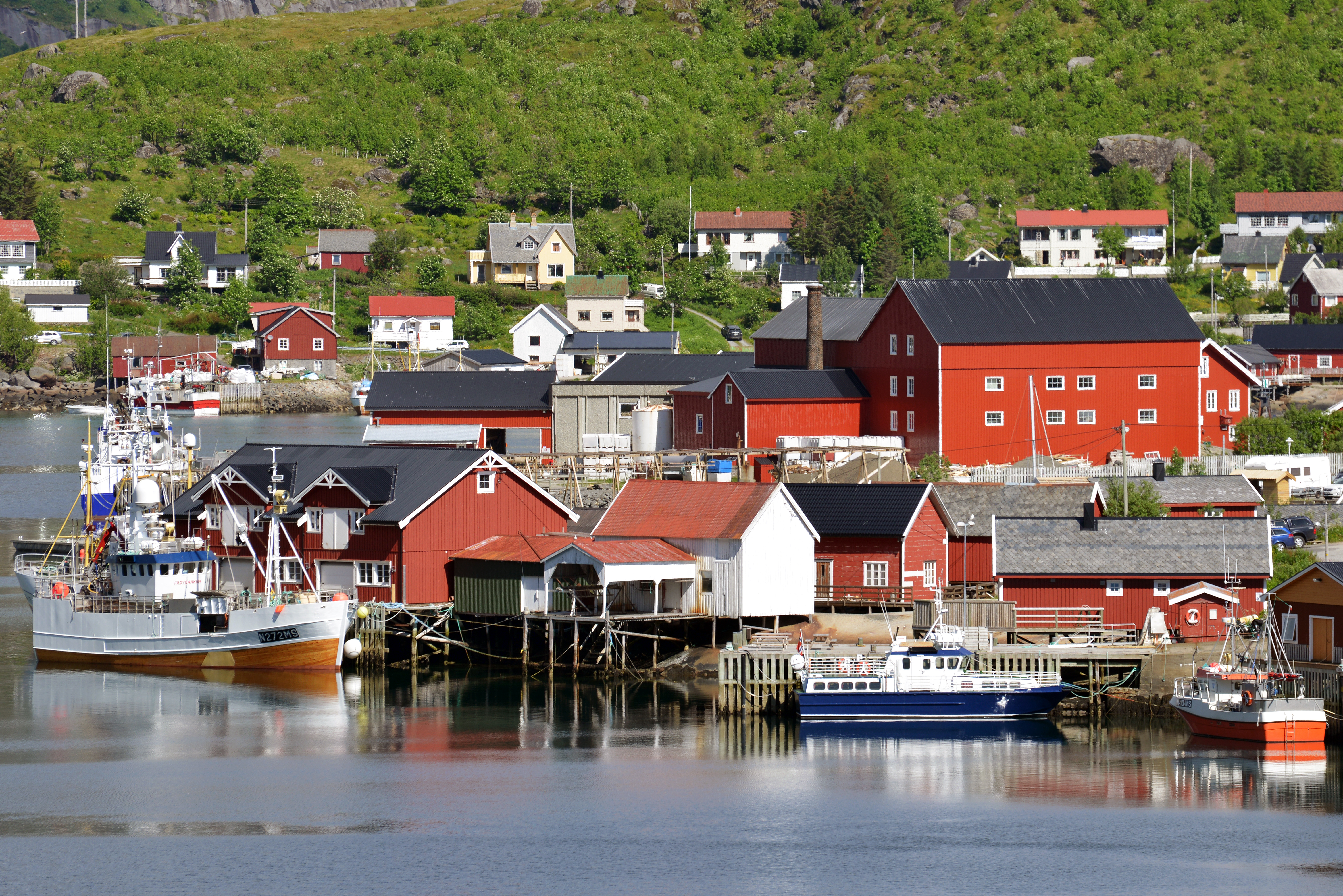
Lodě v Reine
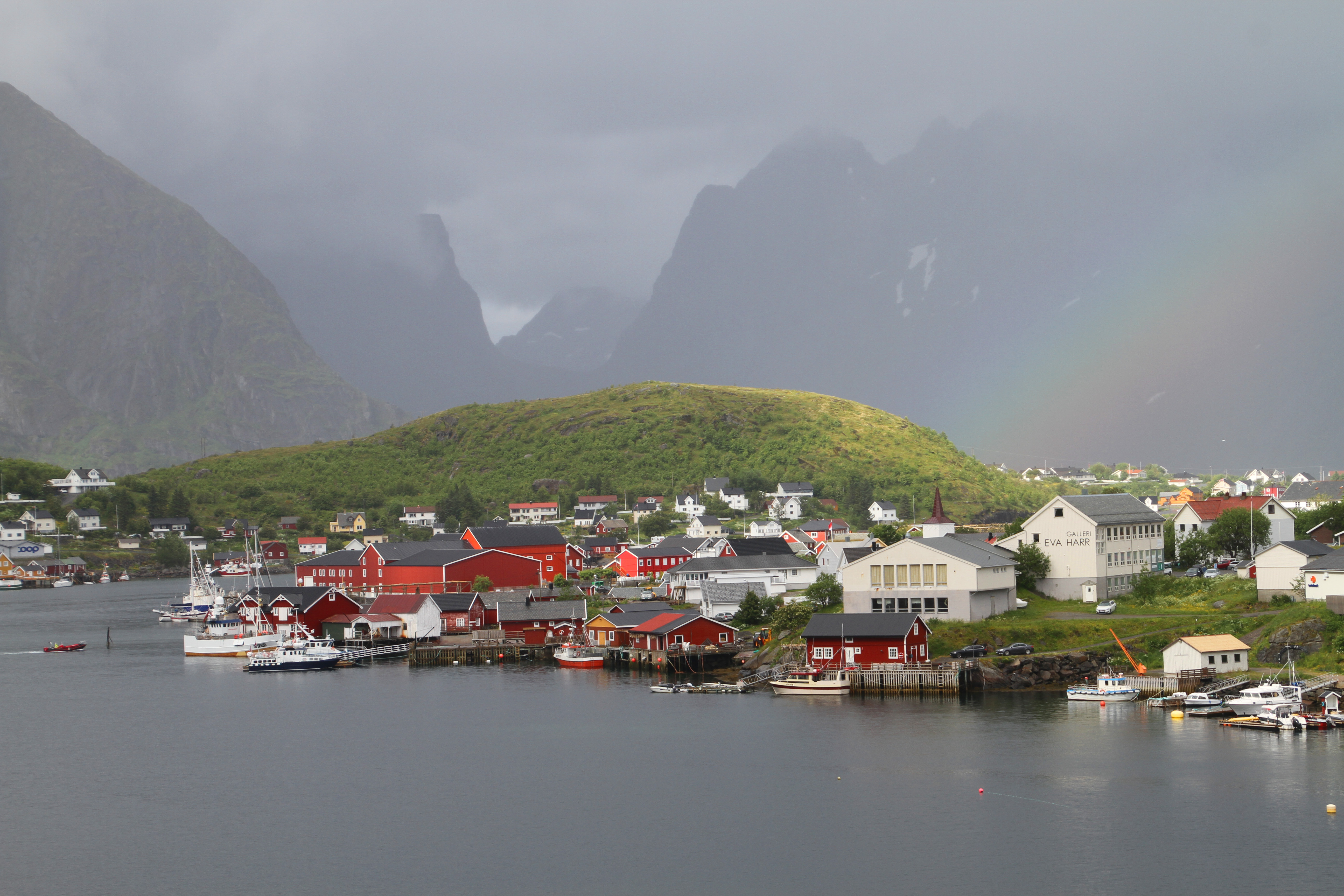
Reine s duhou